# مستشفى الناس
مستشفى الناس للأطفال هو مستشفى أطفال مصري، لعلاج أمراض القلب للأطفال بالمجان، تمتلكه مؤسسة الجود الخيرية، يقع بمدينة شبرا الخيمة بمحافظة القليوبية في مصر، على مساحة 30 ألف متر مربع، يُعتبر أكبر مستشفى لعلاج أمراض القلب للأطفال في مصر والشرق الأوسط بطاقة استيعابية بلغت في 2024 حوالي 600 سرير، وعشرة غرف للعمليات، و140 وحدة رعاية مركزة، وأربعة وحدات للقسطرة القلبية، و48 عيادة خارجية، أنشأ سنة 2015، واٌفتتح سنة 2019، واستقبل المستشفى منذ افتتاحه وحتى أغسطس 2023 أكثر من 27 ألف مريض، قُدمت حوالي 506 ألف خدمة طبية كما أجُريت أكثر من 7 آلاف عملية جراحية.

## وصلات خارجية
- الموقع الرسمي للمستشفى.
- الصفحة الرسمية للمستشفى على موقع فيس بوك.